# 미리암 바베렐
미리암 바베렐(프랑스어: Myriam Baverel, 1981년 1월 14일 ~ )는 2004년 올림픽에서 은메달을 획득한 프랑스의 태권도 선수이다. 시드니에서 열린 2000년 올림픽에서는 8강전까지 진출했다. 2003년 세계 태권도 선수권 대회에서는 은메달을 획득했다.